# Balangiga
Balangiga is een gemeente in de Filipijnse provincie Eastern Samar op het eiland Samar. Bij de laatste census in 2007 had de gemeente ruim 12 duizend inwoners.

## Geografie

### Bestuurlijke indeling
Balangiga is onderverdeeld in de volgende 13 barangays:
| - Bacjao - Barangay Poblacion I - Barangay Poblacion II - Barangay Poblacion III - Barangay Poblacion IV - Barangay Poblacion V - Barangay Poblacion VI | - Cag-olango - Cansumangcay - Guinmaayohan - Maybunga - San Miguel - Santa Rosa |

## Demografie
Balangiga had bij de census van 2007 een inwoneraantal van 12.428 mensen. Dit zijn 1.766 mensen (16,6%) meer dan bij de vorige census van 2000. De gemiddelde jaarlijkse groei komt daarmee uit op 2,14%, hetgeen hoger is dan het landelijk jaarlijks gemiddelde over deze periode (2,04%). Vergeleken met de census van 1995 is het aantal mensen met 1.328 (12,0%) toegenomen.

De bevolkingsdichtheid van Balangiga was ten tijde van de laatste census, met 12.428 inwoners op 190,05 km², 65,4 mensen per km².